# (29125) Kyivphysfak
(29125) Kyivphysfak (1984 YL1) – planetoida z pasa głównego asteroid okrążająca Słońce w ciągu 3,41 lat w średniej odległości 2,27 j.a. Odkryta 17 grudnia 1984 roku.